# Nickkrankheit
Die Nickkrankheit (auch: Nicksyndrom, englisch nodding disease oder nodding syndrome) ist eine bisher wenig erforschte Erkrankung, die erstmals  in den 1960er Jahren im Sudan beschrieben wurde. Es handelt sich um eine tödlich endende neurologische allmählich fortschreitende Erkrankung, die fast nur bei Kindern auftritt und psychische sowie physische Behinderung hervorruft. Die Betroffenen sind meist zwischen fünf und 15 Jahre alt, vereinzelt sind Erwachsene betroffen. Derzeit ist das Ausbreitungsgebiet der Krankheit auf kleine Regionen in Südsudan, Tansania und Nord-Uganda begrenzt.
Schon vor dem Auftreten im Südsudan war die Erkrankung im Jahr 1962 in abgelegenen Bergregionen Tansanias beschrieben worden, erst später wurden beide Krankheitsbilder als Ausdruck ein und derselben Erkrankung gesehen.

## Symptome
Die Symptome der Nick-Krankheit sind sehr charakteristisch. Wenn ein Kind daran erkrankt, kommt es zum Wachstums- und Entwicklungsstillstand und mit der Zeit auch zur mentalen Retardierung. Der Name der Erkrankung ist auf die charakteristischen „Nickanfälle“ der Erkrankten zurückzuführen. Diese beginnen oft, wenn das Kind isst oder traditionelles Essen sieht, selten werden sie auch durch Kälte hervorgerufen. Die Anfälle treten jedoch nicht bei ungewohntem Essen wie etwa Schokolade oder nicht-traditionellen Speisen auf.
Die Anfälle sind oft sehr stark, aber nur kurz, und enden, sobald das Kind aufhört zu essen, der Blick gewendet wird oder ihm wieder warm ist. Der Neurotoxikologe Peter Spencer, der die Erkrankung untersuchte, stellte fest, dass sobald den Betroffenen Essen angeboten wird, „ein oder zwei Kinder beginnen, sehr schnell und pendelnd zu nicken [...], einige frieren“. Besonders starke Anfälle können zum Kollaps führen, was zu weiteren Schädigungen führt. Subklinische Anfälle wurden in Elektroenzephalogrammen identifiziert, MRT-Untersuchungen zeigten starken Schwund des Gehirns und Schädigungen des Hippocampus und der Gliazellen.
Die Anfälle führen nicht selten dazu, dass die Kinder hinfallen und sich dabei erheblich verletzen. Sie fallen auch in offene Feuerstellen und auf spitze Gegenstände. Außerdem werden sie orientierungslos und verlaufen sich im Wald, wo weitere Gefahren lauern. Viele Erziehungsberechtigte beginnen irgendwann, die Kinder an Bäumen und Möbeln festzubinden.

## Diagnose und Behandlung
Die Diagnosestellung basiert hauptsächlich auf den charakteristischen „Nick-Anfällen“ sowie der Wachstums- und mentalen Retardierung. In Zukunft könnten auch neurologische Untersuchungen für die Diagnose eingesetzt werden. Es gibt keine bekannte wirksame Therapie. Antikonvulsiva kommen zum Einsatz. Außerdem wurden Medikamente gegen Malaria eingesetzt, mit bisher nicht genau dokumentierter Wirkung.

## Prognose
Die Erkrankung geht mit einer physischen und psychischen Schwächung einher. 2004 stellte Peter Spencer fest: „Es handelt sich allen Berichten zufolge um eine fortschreitende und tödlich endende Funktionsstörung, vielleicht mit einer Dauer von drei oder mehr Jahren.“
Obwohl von einigen Kindern berichtet wird, die nach der Erkrankung wieder gesund geworden sind, sterben die meisten daran.
Nach Angaben des ugandischen Daily Monitor waren 2011 in der Volksschule von Aromo Wanglobo 165 von 532 eingeschriebenen Kinder daran erkrankt. 12 verstarben und 73 mussten den Schulbesuch abbrechen.

## Mögliche Auslöser
Die Ursache der Erkrankung ist bisher unbekannt. Aufgrund der epidemiologischen Charakteristika wird vermutet, dass es sich um eine Infektionskrankheit oder eine Krankheit mit parainfektiöser Ursache (z. B. ein durch eine Infektion ausgelöstes Autoimmungeschehen) handelt. Eine andere mögliche Erklärung wäre eine chronische Vergiftung. Es gibt Hypothesen, dass der parasitische Fadenwurm Onchocerca volvulus, der in allen Regionen, in denen die Erkrankung vorkommt, verbreitet ist, eine Rolle spielt.
O. volvulus wird durch die Kriebelmücke übertragen und ist Verursacher der Onchozerkose (Flussblindheit). 2004 lebten die meisten an der Nick-Krankheit leidenden Kinder in der Nähe des Yei River, einer Brutstätte für die Flussblindheit und 93 % von ihnen trugen den Fadenwurm in sich – ein wesentlich höherer Prozentsatz als bei Kindern ohne Nick-Krankheit.
Schon früher wurden Vermutungen geäußert, dass eine Verbindung zwischen Flussblindheit und normalen epileptischen Anfällen
bzw. Wachstumsretardierung
besteht, was aber bisher nicht bewiesen ist.
Über die Verbindung zwischen dem O. vovulus und der Nick-Krankheit sagte Scott Dowell, der Untersuchungsleiter des US-amerikanischen Zentrums für Krankheitskontrolle und Prävention (CDC): „Wir wissen, dass [Onchocerca volvulus] in irgendeiner Weise beteiligt ist, allerdings ist es etwas rätselhaft, dass [der Wurm] auch in Regionen, die nicht von der Nick-Krankheit betroffen sind, ziemlich verbreitet ist.“
Andrea Winkler, die erste Autorin einer 2008 erschienenen tansanischen Studie, sagte über die Verbindung: „Wir konnten keinen Hinweis dafür finden, dass O. volvulus tatsächlich ins Gehirn eindringt, aber wir können nicht ausschließen, dass es einen autoimmunen Mechanismus gibt, der während der Erkrankung abläuft.“
In der am stärksten betroffenen Region Ugandas schwankt die Infektionsrate von Kindern, die an Epilepsie oder der Nick-Krankheit erkrankt sind, mit Mikrofilarien zwischen 70 und 100 %.
Das CDC untersucht eine mögliche Verbindung zur Belastung mit Chemikalien während Kriegszeiten. Außerdem untersucht das Team dort, ob ein Mangel an Vitamin B6 (Pyridoxin) ein Auslöser der Krankheit sein könnte, da es einen verbreiteten Mangel dieses Vitamins unter den Erkrankten und Parallelen zur Pyridoxin-abhängigen Epilepsie gibt.

## Verbreitung und Epidemiologie

Verbreitungsgebiet der Nick-Krankheit im Südsudan an der Grenze zu Uganda:
Verbreitung im Jahr 2001
zusätzliche Verbreitung im Jahr 2011
sporadisches Vorkommen im Jahr 2011

Obwohl die Krankheit zuerst in Bergregionen auftauchte, breitet sich die Krankheit nun in dicht besiedelten Flussniederungen aus. Nach einer erst 2012 veröffentlichten WHO-Studie aus den Jahren 2001 und 2002 wiesen die Stadt Lui (Landkreis Mundri, Bundesstaat Western Equatoria in der Republik Südsudan) eine Prävalenz von 2,3 % und das Dorf Amadi eine Prävalenz von 6,7 % auf.:246 Die Siedlungen liegen nahe am Fluss Yei; er fließt zwei Kilometer von Lui und weniger als einen Kilometer von Amadi entfernt vorbei.:243
Momentan ist die Nick-Krankheit hauptsächlich im Südsudan verbreitet, im Jahre 2003 gab es etwa 300 Fälle allein im Landkreis Mundri. Bis 2008 breitete es sich über die Grenze nach Uganda aus, wo nach Angaben des ugandischen Ministeriums 2011 mindestens 2000 Kinder erkrankt seien. Ende 2011 trat die Nick-Krankheit vor allem in Kitgum, Pader und Gulu auf – über 1000 Fälle wurden allein in der zweiten Hälfte des Jahres 2011 gemeldet.
Anfang 2012 gab es weitere Ausbrüche in Tansania, Südsudan und Uganda.
Das Ausmaß der Verbreitung der Krankheit wird sich vermutlich aufgrund von mangelnder Hygiene in Zukunft noch verschlimmern.